# Jhundpura
Jhundpura é uma cidade e nagar panchayat no distrito de Morena, no estado indiano de Madhya Pradesh.

## Demografia
Segundo o censo de 2001, Jhundpura tinha uma população de 666 habitantes. Os indivíduos do sexo masculino constituem 55% da população e os do sexo feminino 45%. Jhundpura tem uma taxa de literacia de 49%, inferior à média nacional de 59,5%: a literacia no sexo masculino é de 62% e no sexo feminino é de 32%. Em Jhundpura, 19% da população está abaixo dos 6 anos de idade.